# Brandon McNulty
Brandon McNulty   (Phoenix, 2 d'abril de 1998), és un ciclista estatunidenc professional des del 2016. Actualment milita a l'equip UAE Team Emirates. Especialista en el contrarellotge, el 2017 va guanyar la medalla de plata al Campionat del món en contrarellotge sub-23 darrere el danès Mikkel Bjerg. El 2019 guanyà la general del Giro de Sicília. Va prendre part en els Jocs Olímpics de Tòquio del 2020.

## Palmarès
- 2015
  -  Campió dels Estats Units júnior en contrarellotge
  - 1r a la Cursa de la Pau júnior i vencedor d'una etapa
  - Vencedor d'una etapa als Tres dies d'Axel
  - Vencedor de 2 etapes al Tour de l'Abitibi
- 2016
  -  Campió del món júnior en contrarellotge
  - 1r al Tour de l'Abitibi i vencedor d'una etapa
  - 1r al Trofeu Karlsberg i vencedor d'una etapa
  - Vencedor d'una etapa al Tour al País de Vaud
- 2017
  - Vencedor d'una etapa al North Star Grand Prix
  - Vencedor d'una etapa al Valley of the Sun Stage Race
- 2019
  - 1r al Giro de Sicília i vencedor d'una etapa
- 2022
  - 1r al Trofeu Calvià
  - 1r a la Classic de l'Ardèche
  - Vencedor d'una etapa a la París-Niça
- 2023
  -  Campió dels Estats Units en contrarellotge
  - Vencedor d'una etapa al Giro d'Itàlia
- 2024
  -  Campió dels Estats Units en contrarellotge
  - 1r a la Volta a la Comunitat Valenciana i vencedor d'una etapa
  - 1r al Gran Premi Miguel Indurain
  - 1r al Tour de Croàcia i vencedor d'una etapa
  - Vencedor d'una etapa a l'UAE Tou
  - Vencedor d'una etapa al Tour de Romandia
  - Vencedor d'una etapa a la Volta a Espanya
  - 2025
  - 1r a la Volta a Polònia i vencedor d'una etapa

### Resultats al Giro d'Itàlia
- 2020. 15è de la classificació general
- 2023. 29è de la classificació general. Vencedor d'una etapa
- 2025. 9è de la classificació general

### Resultats al Tour de França
- 2021. 69è de la classificació general
- 2022. 20è de la classificació general

### Resultats a la Volta a Espanya
- 2022. 70è de la classificació general
- 2024. 54è de la classificació general. Vencedor d'una etapa  Porta el mallot vermell durant una etapa